# Otto Christian Hammer
Otto Christian Hammer (22. august 1822 i Hulerød, Søborg Sogn - 10. marts 1892 i København) var en dansk søofficer. Han var broder til fotografen Caroline Hammer.
Hammer kom på Søkadetakademiet i 1837 og blev sekondløjtnant i 1843. I 1845 sejlede han med briggen Ørnen til blandt andet Fort Prinsensten ved den afrikanske sydvestkyst, hvor han hjalp med at dæmpe uroligheder og hvor han førte forhandlinger med de indfødte. I krigsårene 1848 og 1849 medvirkede han på eskadren, som blokerede Elben. Senere fik han kommandoen over den armerede slup Larsens Plads. I 1850 ansattes han som næstkommanderende ved den maritime styrke på Fanø. Samme år besatte han øerne Nordstrand og Pelvorm og deltog senere i fægtningen ved Tønning samt i Frederiksstads forsvar. I krigens sidste fase ledede han kystbevogtningen på den slesvigske vestkyst. Den 22. december 1850 blev han slået til ridder af Danebrog. Med krigens afslutning ansattes han af den daværende regeringskommissær Tillisch som krydstold-, fyr- og vagerinspektør. Den 28. februar 1851 indgik han ægteskab med Henriette Jacobine Hastrup (født 3. sept. 1830) og den 3. august 1851 blev han udnævnt til premierløjtnant. I 1854 fik han fast ansættelse som krydstoldinspektør. Endelig den 7. Februar 1858 blev han udnævnt til kaptajnløjtnant. I 1862 overtog han bestyrelsen af Ejderens lods-, fyr- og vagervæsen.
Ved udbruddet af krigen i 1864 indtrådte Hammer på ny i marinens tjeneste og ledede nu fra friserøen Før vadehavsøernes forsvar. Med små midler, men med et godt kendskab til de vanskelige farvande lykkedes det ham i flere måneder at forhindre tyskerne at besætte øerne, men måtte dog den 19. juli 1864, dagen før våbenstilstanden, overgive sig til tyskerne. Som tak fik han senere af dansksindede på øerne skænket en æresabel. Efter krigen repræsenterede han amterne Haderslev, Tønder og Løgumkloster i landstinget, indtil hans mandat bortfaldt ved Slesvigs afståelse. I 1865 oprettede og ledede han et fiskeriselskab og drev i en årrække robbefangst ved Islands østkyst. I 1882 oprettede han i Sverige et savværk.

## Værker
- Vesterhavsøernes Forsvar i Aaret 1864, Gyldendal, København 1865